# Parapalicus unidentatus
Parapalicus unidentatus is een krabbensoort uit de familie van de Palicidae. De wetenschappelijke naam van de soort is voor het eerst geldig gepubliceerd in 1968 door Zarenkov.